# الصراع الشيشاني الروسي
الصراع الشيشاني الروسي (بالروسية: Чеченский конфликт ، Chechenskiy konflikt؛ بالشيشانية: Ноийн-Оьрсийн дов) هو صراع امتد لقرون، وغالبًا ما كان مسلحًا، بين الحكومة الروسية (السوفيتية سابقًا) والقوات الشيشانية المختلفة. يعود تاريخ الأعمال العدائية الرسمية إلى عام 1785، على الرغم من أنه يمكن تتبع عناصر الصراع إلى أبعد من ذلك بكثير.
كانت الإمبراطورية الروسية في البداية قليلة الاهتمام بشمال القوقاز نفسها بخلاف كونها وسيلة اتصال لحليفتها مملكة كارتلي كاختي (شرق جورجيا) وعدوتيها، الإمبراطوريتان الفارسية والعثمانية، ولكن التوترات المتزايدة التي أثارتها الأنشطة الروسية في المنطقة سببت انتفاضة الشيشان ضد الوجود الروسي عام 1785، تلتها اشتباكات أخرى واندلاع حرب القوقاز عام 1817. انتصرت روسيا رسميًا على الإمامة عام 1864 لكنها لم تنجح في هزيمة القوات الشيشانية حتى عام 1877.
خلال الحرب الأهلية الروسية، عاشت الشيشان والدول القوقازية الأخرى استقلالًا دام لبضع سنوات، قبل أن تصبح سوفيتية في عام 1921. وفي عام 1944 نُقلت الأمة الشيشانية كمجموعة بالقوة إلى آسيا الوسطى في عملية تطهير عرقي، على أساس مزاعم مشكوك فيها حول التعاون الواسع مع القوات الألمانية المتقدمة.
تجدد الصراع بين الشيشان والحكومة الروسية في تسعينيات القرن العشرين. مع تفكك الاتحاد السوفيتي، أعلن الانفصاليون الشيشان الاستقلال في عام 1991. وبحلول أواخر عام 1994 اندلعت الحرب الشيشانية الأولى، وبعد عامين من القتال انسحبت القوات الروسية من المنطقة في ديسمبر عام 1996. وفي عام 1999، استؤنف القتال ما أدى إلى نزاع مسلح كبير بلغ ذروته بعدد كبير من الضحايا على كلا الجانبين مع تدمير واسع للعاصمة الشيشانية في معركة غروزني التي شهدت سيطرة الجيش الروسي على غروزني في أوائل فبراير من عام 2000، منهيًا الحرب رسميًا مع استمرار التمرد والأعمال العدائية بأشكال مختلفة وبدرجات متفاوتة منذ ذلك الحين.

## الأصول
تعد شمال القوقاز منطقة جبلية تشمل الشيشان، وتقع بالقرب من طرق التجارة والاتصالات المهمة بين روسيا والشرق الأوسط، وقد خيضت الكثير من الحروب بين مختلف القوى لآلاف السنين بهدف السيطرة عليها. جاء دخول روسيا إلى المنطقة بعد غزو القيصر إيفان الرهيب لخانية قازان التي تحكمها القبيلة الذهبية وخانية أستراخان عام 1556، ما أدى إلى بدء صراع طويل للسيطرة على طرق شمال القوقاز مع القوى المعاصرة الأخرى، مثل بلاد فارس والإمبراطورية العثمانية وخانية القرم. 
خلال القرن السادس عشر، حاولت روسيا القيصرية كسب النفوذ في شمال القوقاز من خلال التحالف مع الأمراء المحليين مثل تمريوك من قبردا وشيخ ميرزا أوكوتسكي من الشيشان، وسيطر تمريوك على شمال غرب القوقاز وتمكن بمساعدة روسيا من صد غزوات شبه جزيرة القرم. وكان أمراء شامخال يسيطرون على شمال شرق القوقاز إلى حد كبير، وهم أفار خان، ولورد أوكوتسكي القوي شيخ ميرزا الذي وصل تأثيره حتى شمال شرق القوقاز. اشترى هذان الأميران أسلحة واسكنوا القوزاق الروس بالقرب من تيريك لتقوية حكمهم ونفوذهم. وكان ضمن جيش شيخ ميرزا أوكوتسكي نحو 500 من القوزاق مع 1000 أوكوتشيني (أوخي شيشاني)، وكثيرًا ما شن حملات مناهضة لإيران وللعثمانيين في داغستان.
أعطت سياسة شيخ ميرزا نفوذًا أكبر للقيصرية الروسية في شمال شرق القوقاز، حيث أسست العديد من الحصون الروسية على طول نهر تيريك (من بينها معقل تيركي) وقرى القوزاق. ولم يكن للقوزاق أي وجود تقريبًا في الشيشان وداغستان قبل ذلك. لكن هذه القرى والحصون كانت سببًا في عدم وثوق الشيشان بشيخ ميرزا، لأن هذه الحصون بُنيت على المراعي التي يملكها الشيشان. انضم الميتشكيزي (شيشان الأراضي المنخفضة) وجزء من الأوكوكي (شيشان الأوخ) الموالون للملا مايدا الشيشاني إلى أمير قوموق المنفي سلطان موت الذي تحالف لفترة طويلة جدًا مع الشيشان الذين يعيشون جنوب الأرض بين نهري تيريك وسولك. وكان سلطان موت في البداية ضد السياسات الروسية في القوقاز، فقد قاتل مع الشيشان والقوموق والآفار ضد القوزاق الروس وأحرقوا الحصون الروسية. رد القيصر الروسي على ذلك عبر إرسال حملات عسكرية إلى داغستان، وأسفرت هاتان الحملتان عن هزيمة روسية وبلغت ذروتها في معركة حقل كرمان حيث هزم جيش داغستاني شيشاني بقيادة سلطان موت الجيش الروسي. وأدت هذه الحملات والمعارك الفاشلة من قبل روسيا إلى إضعاف الأمير شيخ ميرزا واغتياله في عام 1596 على يد أحد إخوة سلطان موت.
استمر سلطان موت في اتباع سياسة معادية لروسيا في أوائل القرن السابع عشر، وكان معروفًا أنه يعيش أحيانًا بين الشيشان ويُغير على القوزاق الروس معهم. لكن هذا بدأ يتغير إذ حاول سلطان موت عدة مرات الانضمام إلى الروس وطلب أن يكون مواطنًا. أثار هذا التحول في السياسة غضب العديد من الشيشان وأدى إلى ابتعادهم عن سلطان موت. وسبب ذلك شرخًا في الثقة تجاه الأوخ بين الإنديريانيين (مدينة شيشانية قوموقية تسيطر عليها عائلة سلطان موت وحلفائه الشيشان سالا - أوزدن) والشيشان الأوخ.
في عام 1774، انتزعت روسيا السيطرة على أوسيتيا، ومعها ممر داريال المهم استراتيجيًا من العثمانيين. وبعد بضع سنوات، في عام 1783، وقعت روسيا معاهدة جورجيفسك مع هرقل الثاني (إريكلي) من مملكة كارتلي كاختي، ما جعل شرق المملكة الجورجية - جيب مسيحي محاط بدول مسلمة معادية - محمية روسية. وللوفاء بالتزاماتها بموجب المعاهدة، بدأت كاترين العظمى، إمبراطورة روسيا، ببناء الطريق العسكري الجورجي عبر ممر داريال، جنبًا إلى جنب مع سلسلة من الحصون العسكرية لحماية الطريق. ولكن هذه الأنشطة أثارت غضب الشيشان، الذين رأوا في الحصون تعديًا على الأراضي التقليدية لمتسلقي الجبال وتهديدًا محتملًا.